# Watsonarctia flavescens
Watsonarctia flavescens är en fjärilsart som beskrevs av Charles Oberthür 1911. Watsonarctia flavescens ingår i släktet Watsonarctia och familjen björnspinnare. Inga underarter finns listade i Catalogue of Life.